# NV1
NV1は1995年5月に米NVIDIA社が最初に製品化したビデオチップ（グラフィックアクセラレータ）である。単なるビデオチップに留まらず、マルチメディアプロセッサとして設計されており、ジョイスティック，ゲームポート，オーディオ，VGA，2D，3Dの機能が実装されている。開発当時に人気のあったポリゴンレンダリングとは大きく異なる曲面描画エンジン（Quadratic renderingを実装）を特徴とし、ポリゴンレンダリングのDirectXには後にデバイスドライバで対応したものの速度に問題があった。テクセルフィルレートは12メガテクセル毎秒。NV1を搭載したビデオカードは、米Diamond Multimedia社からEDGE 3Dとして販売されていた。チップはEDGE 3D 2000シリーズではSGS Thomsonが製造したモデルネームSTG2000が、EDGE 3D 3000シリーズではNV1となっている。カード上にはSound Blaster互換の16bitオーディオのほか、ドーターカード経由でセガサターンのコントローラを2つ接続できるコネクタがあり、パッケージにはEDGE 3D用にPanzer Dragoon、Virtua Fighter Remix、NASCAR Racingなどのゲームソフトがバンドルされていた。

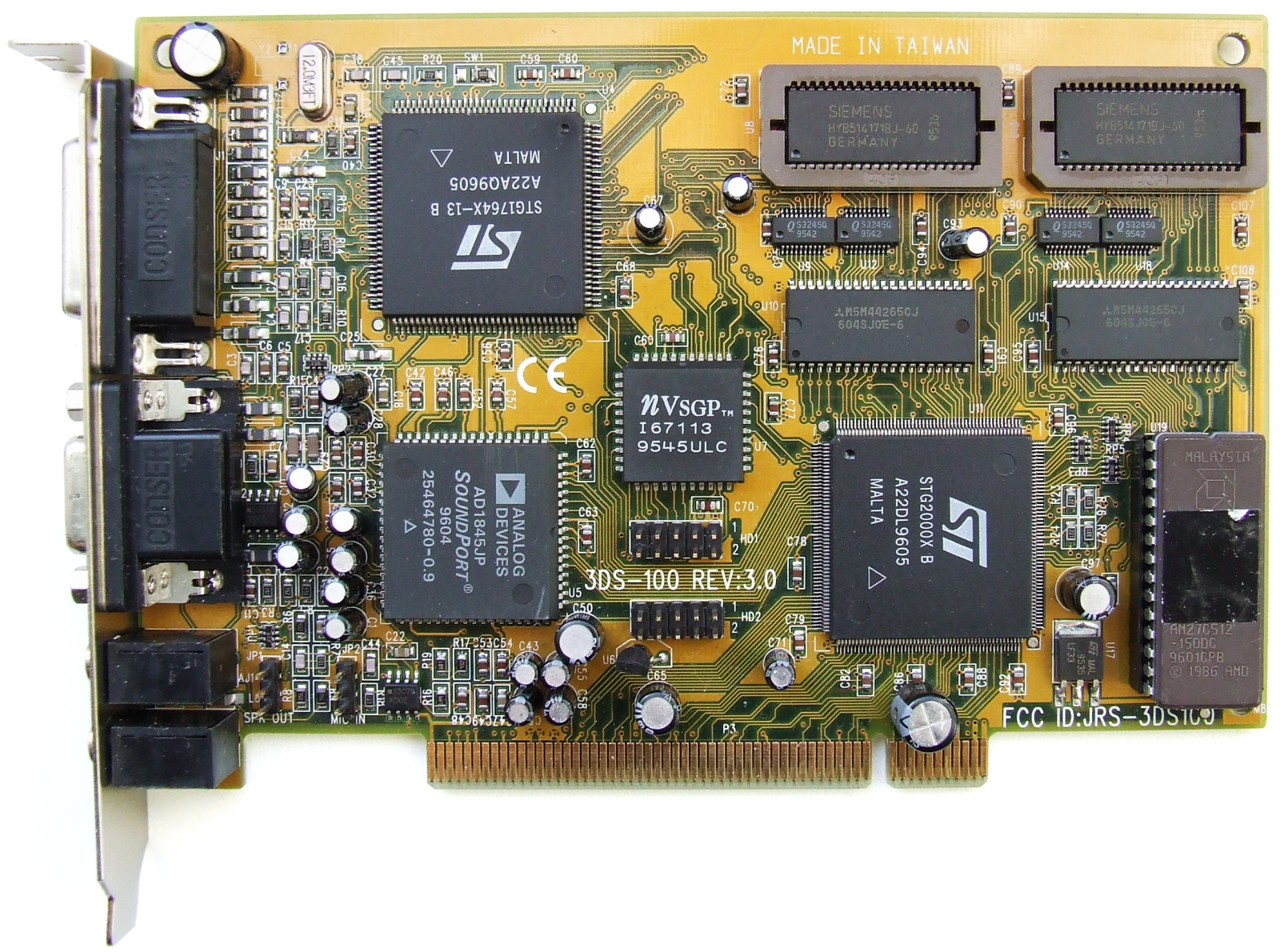
YUAN 3DS-100

## 仕様
- ビデオメモリ FPM DRAM (1/2MB)/Dual-Ported DRAM (2/4MB)
- メモリクロック 75 MHz
- RAMDAC 135 MHz (FPM DRAM)/170 MHz (Dual-Ported DRAM)
- インターフェース PCI